# Nikola Aistrup
Nikola Aistrup (Municipi de Ballerup, 22 d'agost de 1987) és un ciclista danès, professional des del 2006 fins al 2015. Ha combinat la carretera amb la pista.

## Palmarès en pista
- 2008
  -  Campió de Dinamarca en persecució per equips (amb Casper Jørgensen, Michael Mørkøv i Jacob Moe Rasmussen)